# Sielsowiet Odelsk
Sielsowiet Odelsk (biał. Адэльскі сельсавет, ros. Одельский сельсовет) – sielsowiet na Białorusi, w obwodzie grodzieńskim, w rejonie grodzieńskim.

## Miejscowości
- agromiasteczko:
  - Odelsk
- wsie:
  - Bakuny
  - Bruzgi
  - Dubowa Stara
  - Dziemidkowo
  - Dziemidkowo Małe
  - Grzebienie
  - Iwanowce
  - Klinczany
  - Kłoczki
  - Kulowce
  - Miszkieniki
  - Pieśle
  - Podlipki
  - Radziewicze
  - Skroblaki
  - Strupka
- chutory:
  - Dubnica
  - Minkowce
  - Nowodziel